# Eurata elegans
Eurata elegans är en fjärilsart som beskrevs av Druce 1906. Eurata elegans ingår i släktet Eurata och familjen björnspinnare. Inga underarter finns listade i Catalogue of Life.